# Fairview (Missouri)
Fairview és una població dels Estats Units a l'estat de Missouri. Segons el cens del 2000 tenia 395 habitants.

## Demografia
Segons el cens del 2000, Fairview tenia 395 habitants, 146 habitatges, i 109 famílies. La densitat de població era de 317,7 habitants per km².
Dels 146 habitatges en un 39% hi vivien nens de menys de 18 anys, en un 54,1% hi vivien parelles casades, en un 14,4% dones solteres, i en un 25,3% no eren unitats familiars. En el 22,6% dels habitatges hi vivien persones soles l'11% de les quals corresponia a persones de 65 anys o més que vivien soles. El nombre mitjà de persones vivint en cada habitatge era de 2,71 i el nombre mitjà de persones que vivien en cada família era de 3,09.
Per edats la població es repartia de la següent manera: un 31,1% tenia menys de 18 anys, un 9,4% entre 18 i 24, un 25,8% entre 25 i 44, un 19% de 45 a 60 i un 14,7% 65 anys o més.
L'edat mediana era de 34 anys. Per cada 100 dones de 18 o més anys hi havia 95,7 homes.
La renda mediana per habitatge era de 27.250 $ i la renda mediana per família de 29.688 $. Els homes tenien una renda mediana de 26.250 $ mentre que les dones 17.031 $. La renda per capita de la població era de 12.198 $. Entorn del 13,2% de les famílies i el 20,4% de la població estaven per davall del llindar de pobresa.

## Poblacions més properes
El següent diagrama mostra les poblacions més properes.